# Mirko Eramo
Mirko Eramo (Acquaviva delle Fonti, 12 luglio 1989) è un calciatore italiano, centrocampista attualmente svincolato.

## Caratteristiche tecniche
Centrocampista molto duttile, può ricoprire i ruoli di ala, mezz'ala e terzino sulla parte destra del campo.

## Carriera

### Club

#### Giovanili e prime esperienze
Cresciuto nelle giovanili del Bari, esordisce in prima squadra nel campionato di Serie B 2006-2007, sotto la guida di Giuseppe Materazzi. Nella sua prima stagione da professionista colleziona 7 presenze con un gol, realizzato sul campo del Napoli, con un potente tiro dal vertice dell'area.
Al termine della stagione viene prelevato con la formula della comproprietà dalla Sampdoria, nella quale gioca da titolare nella Formazione Primavera che a fine campionato vince sia lo Scudetto Primavera che la Coppa Italia Primavera. Nell'estate del 2008 la Samp decide di mandarlo in prestito nelle categorie inferiori: per la stagione 2008-2009 viene ceduto al Piacenza, in Serie B, dove gioca 16 partite. Nella stagione seguente passa al Monza in Lega Pro Prima Divisione (32 presenze e 4 gol).

#### Crotone
Rientrato dal prestito in Brianza, viene riscattato interamente alle buste dalla Sampdoria, che lo presta nuovamente nella serie cadetta, questa volta al Crotone. Con la formazione calabrese esordisce il 18 settembre 2010 giocando dal primo minuto la partita AlbinoLeffe-Crotone 1-1; il 5 aprile 2011 realizza invece la sua prima rete con gli Squali nella partita Crotone-Ascoli 1-0, al termine di una lunga azione personale. Nella sua prima stagione coi rossoblù disputa 32 partite con 2 reti.
Nell'estate seguente i calabresi acquistano la comproprietà del cartellino del calciatore. Nella Serie B 2011-2012 gioca 31 partite di campionato mettendo a segno altri 2 gol; riconfermato anche per l'anno seguente, realizza 7 reti in 40 partite, miglior bottino personale in carriera.

#### Sampdoria, i vari prestiti ed il definitivo cambio di maglia
Il 18 giugno 2013 la Sampdoria comunica di aver raggiunto un accordo con il Crotone per la risoluzione della comproprietà, con la relativa cessione dell'intero cartellino del calciatore alla Samp.
Il 17 agosto esordisce con la maglia blucerchiata giocando dal primo minuto la gara di Coppa Italia Sampdoria-Benevento 2-0. Il 24 agosto seguente debutta in Serie A, schierato titolare da Delio Rossi contro la Juventus.
Il 16 gennaio 2014 l'Empoli comunica di aver acquisito a titolo temporaneo il cartellino del giocatore dalla Sampdoria. Gioca in Toscana 14 partite conquistando a fine campionato la promozione in Serie A.
Il 13 agosto 2014 la Sampdoria comunica la cessione a titolo temporaneo alla Ternana. Dopo una stagione abbastanza deludente, fa ritorno alla Sampdoria.
Il 27 luglio 2015 la Samp cede nuovamente il giocatore in prestito in Serie B, questa volta al Trapani, dove fa il suo esordio il 9 agosto nel secondo turno di Coppa Italia, nella partita casalinga vinta 1-0 sul Como. Con i siciliani arriva alla finale play-off, persa contro il Pescara, e gioca 43 partite complessive mettendo a segno 3 gol.
Il 1 luglio 2016 fa ritorno alla Sampdoria dal prestito, nei 3 mesi prima del mercato invernale colleziona però solo 2 presenze, una in campionato dove gioca solo gli 8 minuti finali della partita vinta contro l'Empoli per 0-1 alla 1ª giornata, l'altra invece nel 4º Turno di Coppa Italia dove gioca tutti i 90 minuti del match vinto dai blucerchiati per 3-0 contro il Cagliari.

#### Benevento
Il 3 gennaio 2017 si trasferisce a titolo definitivo al Benevento, in Serie B. Alla fine della stagione ottiene la promozione in Serie A grazie alla vittoria dei play-off.

#### Virtus Entella e Ascoli
Il 29 agosto 2017 viene acquistato a titolo definitivo dalla Virtus Entella, con cui firma un contratto triennale. Segna 2 gol in 24 partite ma la squadra retrocede dopo aver perso i play-out. In Serie C gioca una stagione da titolare e da vice capitano di Luca Nizzetto contribuendo con 5 gol all’immediato ritorno dei liguri in Serie B. In Entella-Juve Stabia del 1º dicembre 2019 è determinante con un assist di tacco per Giuseppe De Luca e un gol di testa per il definitivo 2-0.
Il 31 gennaio 2020, in scadenza di contratto a giugno, viene ceduto all’Ascoli firmando fino al 2022.. Il 13 luglio segna il suo primo gol con i marchigiani, decisivo per il successo interno sull'Empoli (1-0).

### Nazionale
Vanta 2 presenze nelle formazioni giovanili della nazionale italiana. La prima è datata 4 aprile 2007 durante la partita tra Nazionali Under-18 di Italia e Slovacchia; la seconda invece nelle file dell'Under-20, l'11 febbraio 2009.

## Statistiche

### Presenze e reti nei club
Statistiche aggiornate al 15 settembre 2023.
| Stagione              | Squadra               | Campionato            | Campionato | Campionato | Coppe nazionali | Coppe nazionali | Coppe nazionali | Coppe continentali | Coppe continentali | Coppe continentali | Altre coppe | Altre coppe | Altre coppe | Totale | Totale |
| Stagione              | Squadra               | Comp                  | Pres       | Reti       | Comp            | Pres            | Reti            | Comp               | Pres               | Reti               | Comp        | Pres        | Reti        | Pres   | Reti   |
| --------------------- | --------------------- | --------------------- | ---------- | ---------- | --------------- | --------------- | --------------- | ------------------ | ------------------ | ------------------ | ----------- | ----------- | ----------- | ------ | ------ |
| 2006-2007             | Bari                  | B                     | 7          | 1          | CI              | 0               | 0               | -                  | -                  | -                  | -           | -           | -           | 7      | 1      |
| 2007-2008             | Sampdoria             | A                     | 0          | 0          | CI              | 0               | 0               | -                  | -                  | -                  | -           | -           | -           | 0      | 0      |
| 2008-2009             | Piacenza              | B                     | 16         | 0          | CI              | 0               | 0               | -                  | -                  | -                  | -           | -           | -           | 16     | 0      |
| 2009-2010             | Monza                 | 1D                    | 32         | 4          | CI              | 0               | 0               | -                  | -                  | -                  | -           | -           | -           | 32     | 4      |
| 2010-2011             | Crotone               | B                     | 32         | 2          | CI              | 1               | 0               | -                  | -                  | -                  | -           | -           | -           | 33     | 2      |
| 2011-2012             | Crotone               | B                     | 31         | 2          | CI              | 3               | 0               | -                  | -                  | -                  | -           | -           | -           | 34     | 2      |
| 2012-2013             | Crotone               | B                     | 40         | 7          | CI              | 2               | 1               | -                  | -                  | -                  | -           | -           | -           | 42     | 8      |
| Totale Crotone        | Totale Crotone        | Totale Crotone        | 103        | 11         |                 | 6               | 1               |                    | -                  | -                  |             | -           | -           | 109    | 12     |
| 2013-gen. 2014        | Sampdoria             | A                     | 1          | 0          | CI              | 2               | 0               | -                  | -                  | -                  | -           | -           | -           | 3      | 0      |
| gen.-giu. 2014        | Empoli                | B                     | 14         | 0          | -               | -               | -               | -                  | -                  | -                  | -           | -           | -           | 14     | 0      |
| 2014-2015             | Ternana               | B                     | 24         | 0          | CI              | 2               | 0               | -                  | -                  | -                  | -           | -           | -           | 26     | 0      |
| 2015-2016             | Trapani               | B                     | 37+4       | 3+0        | CI              | 2               | 0               | -                  | -                  | -                  | -           | -           | -           | 43     | 3      |
| 2016-gen. 2017        | Sampdoria             | A                     | 1          | 0          | CI              | 1               | 0               | -                  | -                  | -                  | -           | -           | -           | 2      | 0      |
| Totale Sampdoria      | Totale Sampdoria      | Totale Sampdoria      | 2          | 0          |                 | 3               | 0               |                    | -                  | -                  |             | -           | -           | 5      | 0      |
| gen.-giu. 2017        | Benevento             | B                     | 14+5       | 0          | CI              | 0               | 0               | -                  | -                  | -                  | -           | -           | -           | 19     | 0      |
| 2017-2018             | Virtus Entella        | B                     | 23+1       | 2          | CI              | 0               | 0               | -                  | -                  | -                  | -           | -           | -           | 24     | 2      |
| 2018-2019             | Virtus Entella        | C                     | 33         | 5          | CI+CI-C         | 3               | 0               | -                  | -                  | -                  | SSC         | 2           | 0           | 38     | 5      |
| 2019- gen. 2020       | Virtus Entella        | B                     | 20         | 1          | CI              | 1               | 0               | -                  | -                  | -                  | -           | -           | -           | 21     | 1      |
| Totale Virtus Entella | Totale Virtus Entella | Totale Virtus Entella | 76+1       | 8          |                 | 4               | 0               |                    | -                  | -                  |             | 2           | 0           | 83     | 8      |
| gen.-giu. 2020        | Ascoli                | B                     | 14         | 1          | CI              | -               | -               | -                  | -                  | -                  | -           | -           | -           | 14     | 1      |
| 2020-2021             | Ascoli                | B                     | 23         | 1          | CI              | 1               | 0               | -                  | -                  | -                  | -           | -           | -           | 24     | 1      |
| 2021-2022             | Ascoli                | B                     | 28+1       | 1          | CI              | 1               | 0               | -                  | -                  | -                  | -           | -           | -           | 30     | 1      |
| 2022-2023             | Ascoli                | B                     | 26         | 0          | CI              | 1               | 0               | -                  | -                  | -                  | -           | -           | -           | 27     | 0      |
| lug.-set. 2023        | Ascoli                | B                     | 0          | 0          | CI              | 0               | 0               | -                  | -                  | -                  | -           | -           | -           | 0      | 0      |
| Totale Ascoli         | Totale Ascoli         | Totale Ascoli         | 91+1       | 3          |                 | 3               | 0               |                    | -                  | -                  |             | -           | -           | 95     | 3      |
| Totale carriera       | Totale carriera       | Totale carriera       | 427        | 29         |                 | 19              | 1               |                    | -                  | -                  |             | 2           | 0           | 448    | 30     |

## Palmarès

### Competizioni giovanili
- Campionato Primavera: 1

Sampdoria: 2007-2008
- Coppa Italia Primavera: 1

Sampdoria: 2007-2008

### Competizioni nazionali
- Serie C: 1

Virtus Entella: 2018-2019 (Girone A)